# Léonard Thurre
Léonard Thurre (ur. 9 września 1977 w Lozannie) – szwajcarski piłkarz występujący na pozycji napastnika.

## Kariera klubowa
Thurre karierę rozpoczynał w 1995 roku w pierwszoligowym klubie Lausanne Sports. W 1998 roku oraz w 1999 roku zdobył z nim Puchar Szwajcarii. Po zdobyciu drugiego pucharu odszedł do Servette FC, także grającego w ekstraklasie. W 2001 roku wygrał z nim rozgrywki Pucharu Szwajcarii. Graczem Servette był przez 5 lat.
W 2004 roku Thurre przeniósł się do innego pierwszoligowca, FC Sion. W 2006 roku zdobył z nim Puchar Szwajcarii. W tym samym roku wrócił do Lausanne Sports, grającego już w drugiej lidze. W 2008 roku przeszedł zaś do trzecioligowego FC Echallens, gdzie w 2009 roku zakończył karierę.

## Kariera reprezentacyjna
W reprezentacji Szwajcarii Thurre zadebiutował 19 lutego 2000 roku w wygranym 4:1 towarzyskim meczu z Omanem. W latach 2000–2003 w drużynie narodowej rozegrał 8 spotkań.